# 曳舟駅 (大阪府)
曳舟駅（ひきふねえき）は、かつて大阪府大阪市西成区にあった南海電気鉄道天王寺支線の駅（廃駅）である。
1945年（昭和20年）3月に甚大な戦災被害を受け、隣の大門通駅と共にしばらく放置された後、1949年（昭和24年）に大門通駅と共に廃止される。その被害というのは、大きな破孔ができ、雨が降ったときにはそれがそのまま池になるというぐらい大きなものであった。
当駅・大門通駅廃止と同時に今池町駅が開業し、天王寺支線と平野線や阪堺線との接続が図られた。駅の所在地は、区画整理前の地名では曳舟町である。

## 歴史
- 1908年（明治41年）3月1日：開業[1]。
- 1945年（昭和20年）3月14日：戦災被害により消失（アメリカ軍による爆撃「第5回大阪大空襲」）。[2]
- 1949年（昭和24年）6月20日：当駅廃止。今池町駅開業。

## 隣の駅
南海電気鉄道
天王寺支線
天下茶屋駅 - 曳舟駅 - 大門通駅